# Seznam slovenskih house glasbenikov
Seznam slovenskih house glasbenikov.

## B
- Beltek
- BlazV

## E
- Eddie F

## R
- Robert G. Roy

## S
- DJ Shark
- DJ Sylvain